# 土生遺跡
座標: 北緯33度16分33秒 東経130度12分02秒 / 北緯33.27583度 東経130.20056度

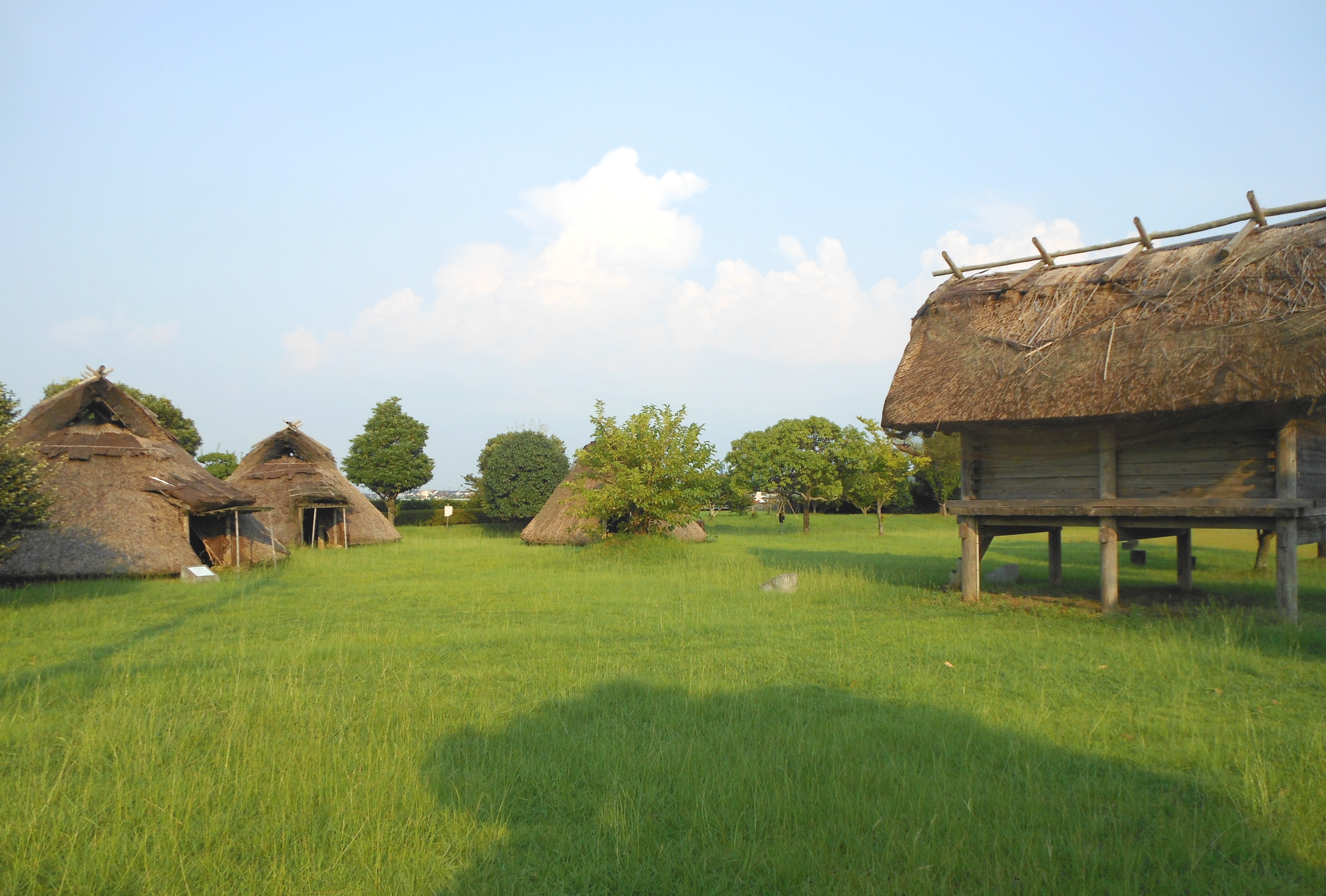
土生遺跡

土生遺跡（はぶいせき）は、 佐賀県小城市三日月町久米字土生にある弥生時代中期の集落跡。1973年6月2日、国の史跡に指定された。

## 調査の経緯
祇園川と晴気川の形成する扇状地上に位置する、弥生時代中期前葉から中葉の集落遺跡である。1971年、当地では石炭鉱害の被害を受けた水田の復旧工事が行われていたが、弥生土器片が多数散乱していることから、緊急調査が実施された。翌1972年には再調査が実施され、遺跡の範囲確認が行われた。その結果、遺跡は南北150メートル、東西250メートルの規模であることがわかった。

## 遺構・遺物
住居跡が5軒検出されているが、地山の青色粘土が自然にか人為的にか崩壊しており、詳細は不明である。また、発掘区域が限られているため、全貌は明らかでない。
出土する土器は弥生中期のものである。本遺跡は地下水位の高いところに位置するため、木製品、植物種子などの有機物が豊富に出土している。木製品としては鍬（二叉鍬2点と三叉鍬1点）などの農耕具、刳物の容器4点、黒漆塗の椀1点などがある。植物性の遺物としては、炭化米、ウメ・モモ・ウリの種子などがある。
木製の遺物で注目されるのは、住居跡で出土した柱材15点である。地山の青色粘土に掘立柱として立てたものであるが、その立て方に2種類あることがわかった。その1は柱の根元を平坦に仕上げ、そのまま立てるもの。もう一つは、柱の根元が伐採時のままの状態になっているもので、この場合は柱穴に草やワラを敷き、さらに厚さ2センチほどの板（礎板）を置いた上に柱を立てる。柱の下面に2つの穴（内部でつながっている）を開けるものがあり、これは「えつり穴」（運搬時に縄を掛ける）とみられる。